# Aeroporto de Óbidos
O Aeroporto de Óbidos (IATA: OBI, ICAO: SNTI)  é o aeroporto que atende à cidade de Óbidos que está localizada na região do Baixo Amazonas no oeste do Estado do Pará, ficando ao norte do município a cerca de 5 km do centro da cidade. Está situado ás margens da rodovia PA 254, à cerca de 03 KM da sede do município.  
O aeroporto opera com voos semanais com partidas de Santarém e variás outras cidades vizinhas realizados pela Azul Linhas Aéreas Brasileiras em parceria com outra empresa aérea. Os voos estão sendo realizados às Segundas, Quartas e Sextas-Feiras onde serão operados por aeronaves como a Cessna Grand Caravan 208 que tem capacidade para 09 Passageiros. Sendo um dos voos realizados por esta, está entre os mais curtos do pais, os dados constam de um levantamento exclusivo feito pela Anac a pedido do UOL, o voo doméstico mais curto no Brasil dura, em média, apenas 17 minutos para ligar as cidades de Óbidos e Oriximiná. Apesar da curta distância, a falta de acesso por via terrestre exige os deslocamentos aéreos. 

## Histórico
Apenas em agosto de 2020 o aeroporto passou a contar com voos comerciais em larga escala, após vários anos sem ter voos comerciais tendo como destino e origem Óbidos, a cidade contará agora com a Azul Conecta, uma subsidiária regional da companhia aérea. Óbidos não contava antes com uma companhia aérea, nem escalas há muitos anos, havendo apenas um aeroporto vazio e com raros voos particulares. Agora, os voos terão escalas por todas as cidades da calha norte, como: Santarém, Oriximiná, Porto Trombetas, Monte Alegre, Juruti, Alenquer e Itaituba. Esta notícia, resulta da compra da regional TwoFlex pela companhia aérea Azul, que tem como objetivo desenvolver a aviação regional no Brasil, alcançando cidades e comunidades menores, conectando as regiões à malha de voos domésticos e internacionais da Azul, com atuação em 36 destinos no país. 

## Destinos
| Companhia aérea | Destinos                                                                         | Aeronaves                |
| --------------- | -------------------------------------------------------------------------------- | ------------------------ |
| Azul Conecta    | Santarém, Oriximiná, Porto Trombetas, Monte Alegre, Juruti, Alenquer e Itaituba. | Cessna Grand Caravan 208 |